# Steamobile Company of America

Steamobile von 1901

Steamobile Company of America war ein US-amerikanischer Hersteller von Automobilen.

## Unternehmensgeschichte
Das Unternehmen wurde im Februar 1901 als Nachfolgegesellschaft der Keene Automobile Company gegründet. Der Sitz war in Keene in New Hampshire. W. S. Rogers leitete es. Die Produktion von Automobilen wurde fortgesetzt. Der Markenname lautete Steamobile. Im September 1901 wurden drei Fahrzeuge auf einer Ausstellung in Greenfield präsentiert. Daraufhin wurden 25 Fahrzeuge verkauft. Anfang 1902 kamen Nutzfahrzeuge dazu. Im Juni 1902 wurde bekannt, dass viele Fahrzeuge unverkauft auf Halde standen. Die Produktion endete. Die Standard Roller Bearing Company aus Philadelphia übernahm die Reste des Unternehmens sowie 40 unverkaufte Fahrzeuge.

## Fahrzeuge
Im Angebot standen ausschließlich Dampfwagen. Sie hatten einen Dampfmotor, der mit 7/8 PS angegeben war. Er trieb über eine Kette die Hinterachse an. Zunächst gab es nur einen Runabout mit zwei Sitzen. Der Neupreis betrug 850 US-Dollar.
Im Oktober 1901 folgte ein Dos-à-dos mit vier Sitzen für 900 Dollar.
Anfang 1902 kam der Transit für 1000 Dollar dazu. Vor der Sitzbank für den Fahrer befand sich ein Tonneau mit zwei Sitzen, das durch einen Kastenaufbau ersetzt werden konnte, sodass das Fahrzeug ein Lieferwagen wurde.